# Shorea domatiosa
Shorea domatiosa är en tvåhjärtbladig växtart som beskrevs av Peter Shaw Ashton. Shorea domatiosa ingår i släktet Shorea och familjen Dipterocarpaceae. Inga underarter finns listade i Catalogue of Life.